# 西海讃歌

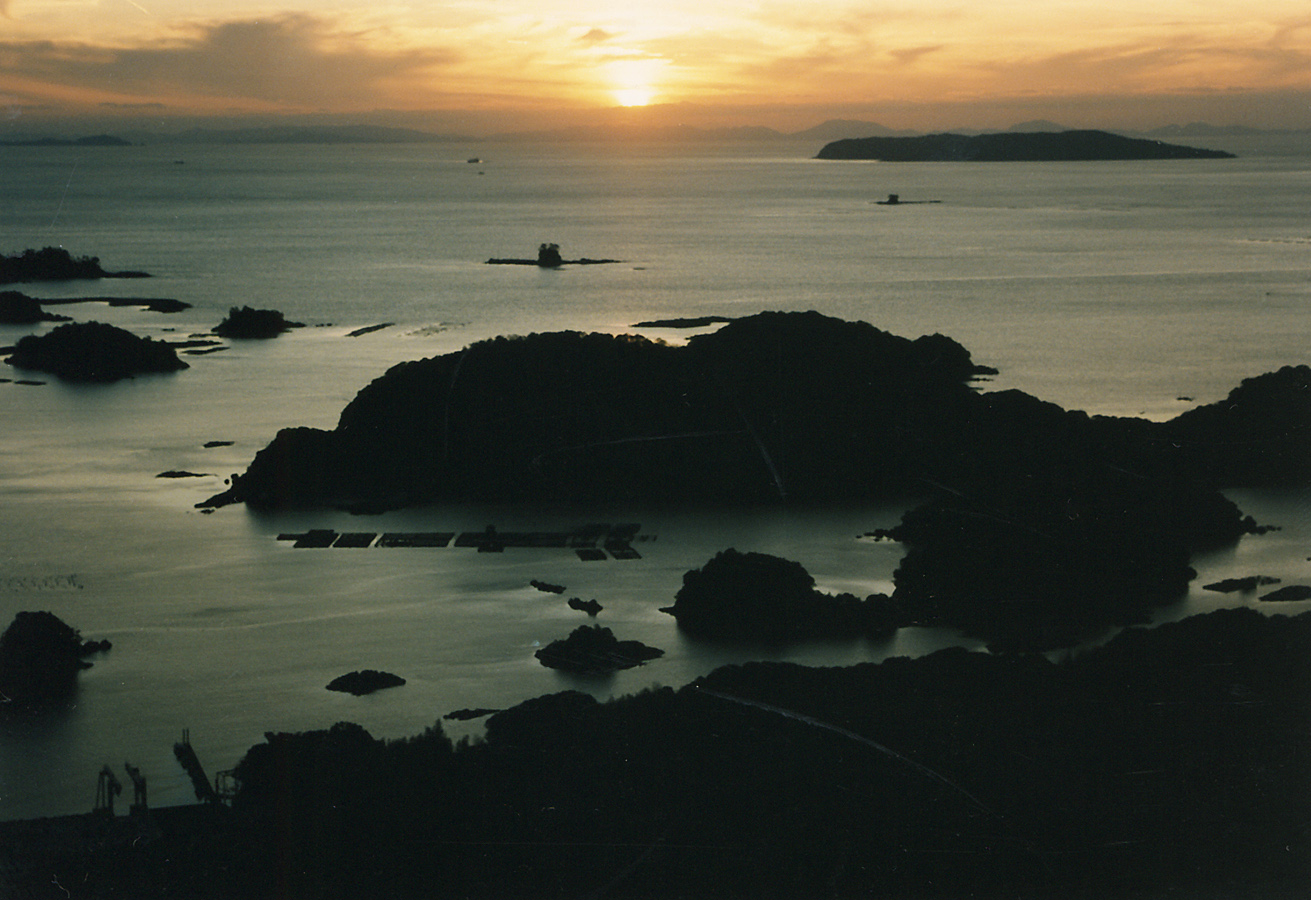
九十九島

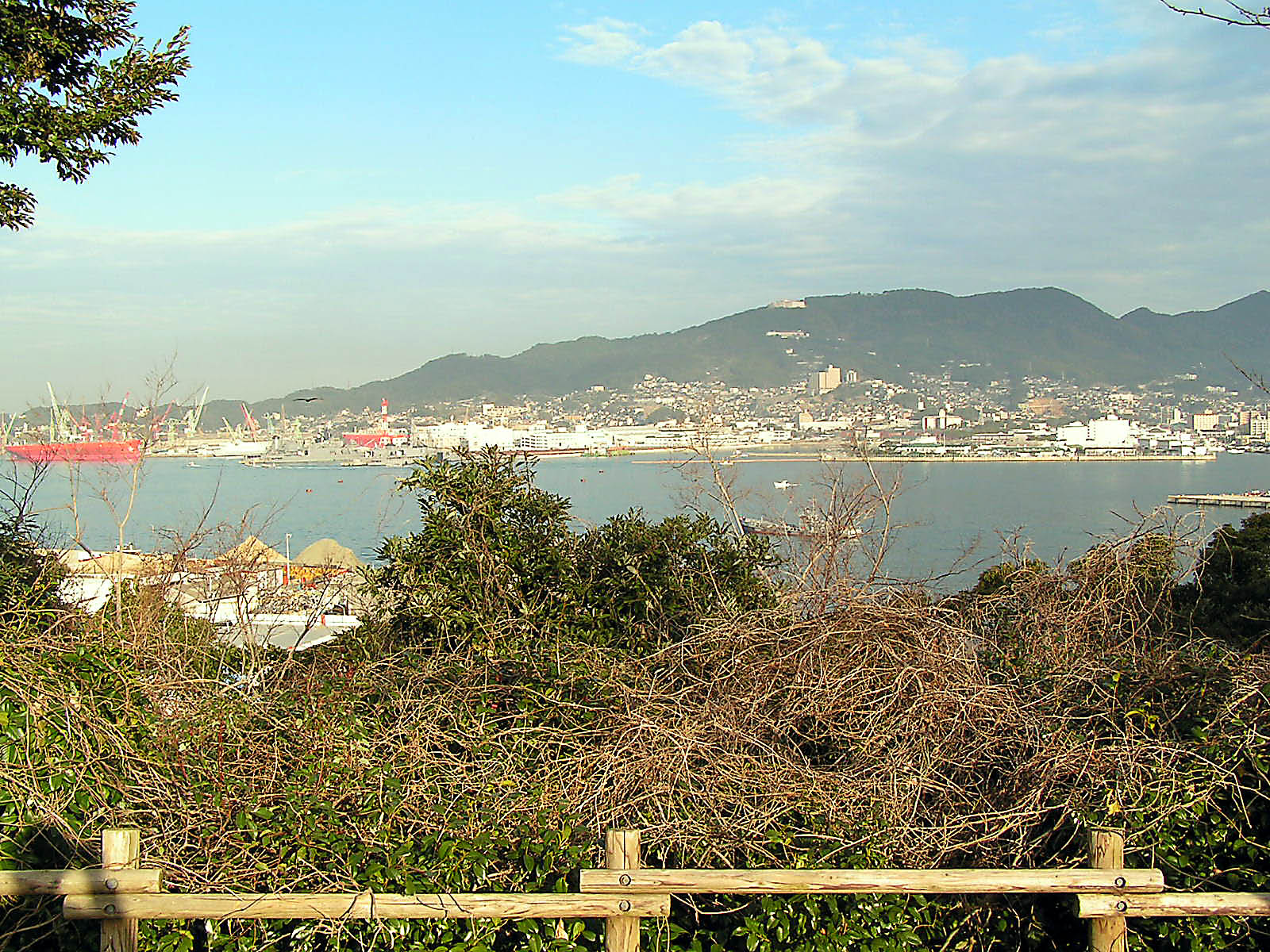
歌碑のある弓張岳を望む

西海讃歌（さいかいさんか）は、原詩藤浦洸、作曲團伊玖磨による管弦楽つきの合唱曲である。

## 解説
正式な名称は「合唱と管弦楽による『西海讃歌』」で、作曲の経過により「佐世保市民に捧ぐ」と副題が付されている。1969年（昭和44年）に、長崎県で開催された国体と佐世保市民管弦楽団の第5回定期演奏会を記念して、「西海国立公園を舞台として佐世保に立派な音楽文化財として遺るような」曲をという同楽団理事長の富永雄幸（佐世保中央病院院長）からの依頼により作曲された。
同年11月9日に佐世保市民管弦楽団第5回定期演奏会で作曲者指揮により初演された。
テレビ長崎において22時台終わりの天気予報のBGMとして長年使用されていた。また、佐世保市役所においては毎日15時に流される職員及び来庁者のためのストレッチ体操のBGMになっていたことがある。
2004年12月5日にアルカスSASEBOで開催された佐世保市民管弦楽団創立40周年記念演奏会において演奏され、そのライブ録音が翌年に西海国立公園指定50周年記念事業の一環としてCD化されており、佐世保市内の複数のレコード店や佐世保観光情報センター（佐世保駅コンコース内）において1枚500円で販売されていた。その後、品切れが続いていたが最近になって700円で再び販売されている。また、過去には、LP盤で発売されていたこともあった。

## エピソード
- 佐世保市内の弓張岳展望台には、この曲の原詩となった藤浦が旧北松浦郡小佐々町の冷水岳 [3] [4]からの眺めを基にした「空いっぱいに」の詩碑があり、初演の翌年には「西海讃歌」の碑も建てられた。
- アルカスSASEBO前の陶製壁画にもこの曲が描かれている。
- 團が富永に案内されて弓張岳を訪れた際に、原詩の詩碑を見てその場で使用を決めたという。